# Бани-Этемад, Рахшан
Рахшан Бани-Этемад (перс. رخشان بنی‌اعتماد‎; род. 3 апреля 1954, Тегеран, Иран) — иранский кинорежиссёр, сценаристка и продюсер. Известна как «первая леди иранского кинематографа». В своих фильмах Бани-Этемад исследует социальные явления, в частности проблемы, с которыми сталкиваются женщины и низшие слои иранского общества.

## Жизнь и карьера
Рахшан Бани-Этемад родилась в 1954 году в Тегеране в многодетной семье среднего класса. Её отец-бухгалтер интересовался искусством и литературой, поэтому она выросла в среде, где поощрялись любые творческие наклонности. После окончания школы Рахшан планировала изучать архитектуру, но в итоге устроилась на телевидение помощницей режиссёра и поступила на режиссёрский факультет Тегеранского университета. Снимать кино она начала ещё до Исламской революции, в 1977 году, работая над созданием телефильмов для NIRT (затем IRIB) в качестве репортёра. Университет же окончила в 1979 году, незадолго то того, как в ходе чисток, сопровождавших «культурную революцию», все высшие учебные заведения в стране были закрыты.
К 1984 году фокус её работы сместился на документальное кино, и она взялась снимать фильмы самостоятельно — став одной из первых женщин, занявшихся режиссурой в постреволюционном Иране. Её усилия с самого начала были направлены на то, чтобы исследовать и документировать проблемы бедных и обездоленных, в том числе людей, связанных с преступностью. Такого рода социальные темы, наряду с вызовом глубоко укоренившемуся в стране патриархату, фигурируют и в её художественных кинокартинах. Первые три из них не были написаны Бани-Этемад, так как цензоры забраковали её собственные ранние сценарии, и тем не менее перед началом съёмок она смогла существенно переработать чужие. Первая кинолента, изначально написанная ей самой, «Наргесс», увидела свет в 1992 году и была названа лучшим фильмом года по версии иранских кинокритиков. В то же время, в начале 1990-х годов, Бани-Этемад стала плотнее работать с проблемами женщин в Иране и выводить на передний план сильные женские образы; с тех пор почти во всех её фильмах главными героинями оказывались женщины. Следующая лента, «Скрытый синий» (1995), принесла ей известность за рубежом и «Бронзового леопарда» на 48-м кинофестивале в Локарно.

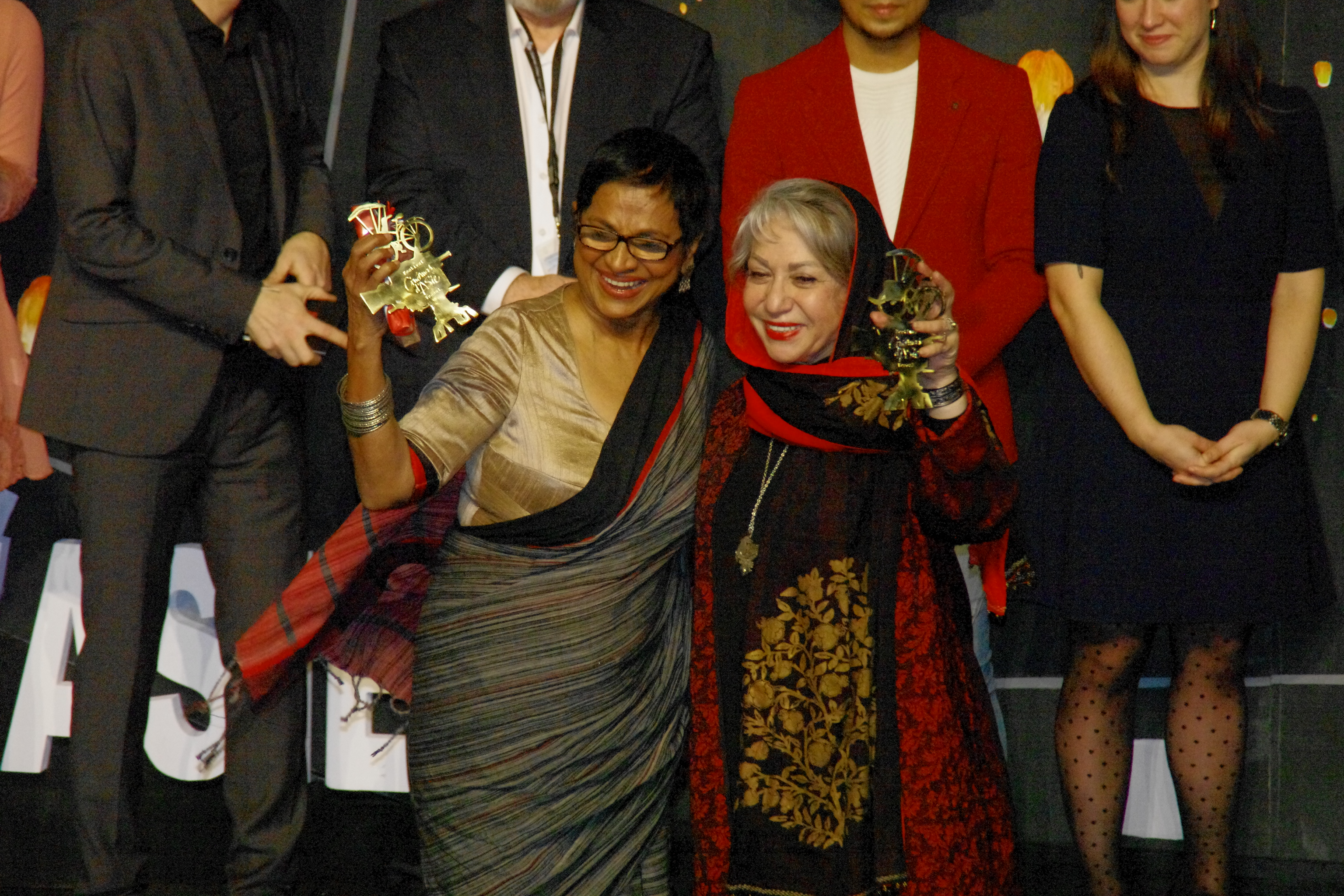
Бани-Этемад и Сварна Маллавараччи на Международном фестивале азиатского кино в Везуле, 2017 год

Впоследствии она неоднократно получала международные награды: так, выпущенная в 2001 году картина «Под кожей города» была удостоена приза жюри на 23-м Московском международном кинофестивале, а её последний художественный фильм «Сказки» (2014) — приза за лучший сценарий на 71-м Венецианском кинофестивале. Кроме того, она регулярно становилась членом жюри международных кинофестивалей. В 2008 году Школа востоковедения и африканистики Лондонского университета (SOAS) присудила ей почётную докторскую степень.
В преддверии президентских выборов 2009 года Бани-Этемад выпустила документальный фильм «Мы — половина населения Ирана», который посвящён вопросу о правах иранских женщин и среди прочего освещает требование активисток ратифицировать Конвенцию ООН о ликвидации всех форм дискриминации. На выборах она поддержала кандидата-реформиста Мир-Хосейна Мусави, за что некоторые СМИ внесли её в чёрный список «подстрекателей к мятежу». Также она была сторонницей Мохаммада Хатами.
С 1980 года Бани-Этемад замужем за продюсером Джахангиром Косари (род. 1950). У супругов есть двое детей, в том числе актриса Баран Косари (род. 1985), которая не раз появлялась в фильмах своей матери.

## Фильмография

### Художественные фильмы
| Год  | Русское название       | Оригинальное название (перс.)        | Английское название        | Режиссёр | Продюсер | Сценаристка | Примечания                                                 |
| ---- | ---------------------- | ------------------------------------ | -------------------------- | -------- | -------- | ----------- | ---------------------------------------------------------- |
| 1987 | Вне пределов           | خارج از محدوده (Kharej az mahdudeh)  | Off the Limits             | Да       |          |             |                                                            |
| 1989 | Канарский тяжёлый цвет | زرد قناری (Zard-e qanari)            | Canary Yellow              | Да       |          |             |                                                            |
| 1989 | Иностранная валюта     | پول خارجی (Pul-e khareji)            | Foreign Currency           | Да       |          |             |                                                            |
| 1992 | Наргесс                | نرگس (Nargess)                       | Narges                     | Да       | Да       | Да          |                                                            |
| 1995 | Скрытый синий          | روسری‌آبی (Rusari abi)                | The Blue Veiled            | Да       |          | Да          |                                                            |
| 1998 | Майская леди           | بانوی اردیبهشت (Banu-ye ordibehesht) | The May Lady               | Да       |          | Да          |                                                            |
| 1998 | —                      | داستان‌های جزیره (Baran va bumi)      | Baran and the Native       | Да       |          | Да          | Сегмент фильма داستان‌های جزیره / Tales of an Island (2000) |
| 2001 | Под кожей города       | زیر پوست شهر, (Zir-e pust-e shahr)   | Under the Skin of the City | Да       | Да       | Да          |                                                            |
| 2005 | Гиланех                | گیلانه (Gilane)                      | Gilaneh                    | Да       |          | Да          |                                                            |
| 2006 | Магистраль             | خون‌بازی (Khun bazi)                  | Mainline                   | Да       | Да       | Да          |                                                            |
| 2009 | Хейран                 | حیران (Heiran)                       | Heiran                     |          | Да       |             |                                                            |
| 2014 | Сказки                 | قصه‌ها (Ghesse-ha)                    | Tales                      | Да       | Да       | Да          |                                                            |

### Документальные фильмы
- 1988 — تمرکز (Tamarkoz) / Concentration — сценарий, режиссура (короткометражный).
- 2002 — روزگار ما, (Ruz-egar-e ma) / Our Times — сценарий, режиссура.
- 2007 — فرش سه بعدی (Farsh-e 3 Bodi) / The 3D Carpet — сценарий, режиссура (сегмент фильма فرش ایرانی (Farsh-e Irani) / Persian Carpet).
- 2009 — حیاط خلوت خانه خورشید (Hayat khalvate khaneh khorshid) / Angels of the House of Sun — сценарий, режиссура.
- 2009 — ما نیمی از جمعیت ایرانیم (Ma nimi az jameiat-e Iranim) / We Are Half of Iran’s Population — сценарий, режиссура, продюсирование.
- 2011 — فردا می‌بینمت الینا (Farda Mibinamet, Elina) / See You Tomorrow, Elina — сценарий, режиссура, продюсирование.
- 2012 — اتاق ۲۰۲ (Otahgh-e 202) / The Room No. 202 — режиссура, продюсирование (сегмент фильма کهریزک چهار نگاه (Kahrizak, chahar negah) / Kahrizak, Four Views).
- 2015 — |همه درختان من (Hameye Derakhtane Man) / All My Trees — режиссура.
- 2015 — یک ساعت از یک عمر (Yek saat az yek omr) / A Life Time in an Hour — сценарий, режиссура.
- 2016 — آی آدم‌ها (Ay, Adamha) / Hey, Humans — сценарий, режиссура, продюсирование.
- 2018 — توران خانم (Touran khanom) — режиссура, продюсирование.
- 2023 — روایت شخصی (Ravayate shakhsi) / Narratives ad hominem — сценарий, режиссура, продюсирование (короткометражный).